# Чабле
Чабле́ (исп. Chablé) — малый город в Мексике, в штате Табаско, входит в состав муниципалитета Эмилиано-Сапата. Численность населения, по данным переписи 2020 года, составила 3645 человек.

## Общие сведения
Название Chablé c майянского языка можно перевести двояко: ловушка-муравейник или грязный флаг.
Город расположен на берегу реки Усумасинта, по которой проходит граница со штатом Чьяпас. Здесь расположен мост через Усумасинту, по которому проходит шоссе 186. В 17 км южнее расположен муниципальный центр, город Эмилиано-Сапата, а в 140 км к западу — столица штата, город Вильяэрмоса.
В окрестностях Чабле находится экологический парк «Хосе Нарсисо Ровиросы», где можно заняться водными и пляжными видами спорта на Усумасинте.
Особой достопримечательностью Чабле является плетёная из гуако мебель в деревенском стиле.

## Население
| Год  | Численность | Численность |
| ---- | ----------- | ----------- |
| 2000 | 2951        | [ 7 ]       |
| 2005 | 3152        | [ 8 ]       |
| 2010 | 3377        | [ 9 ]       |
| 2020 | 3645        | [ 10 ]      |

## Фотографии

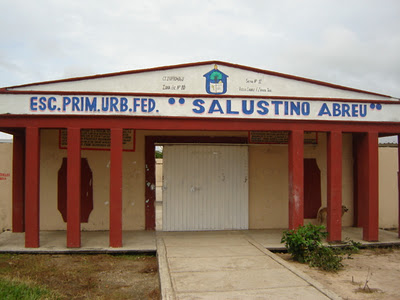
Начальная школа им. Слустино Абреу
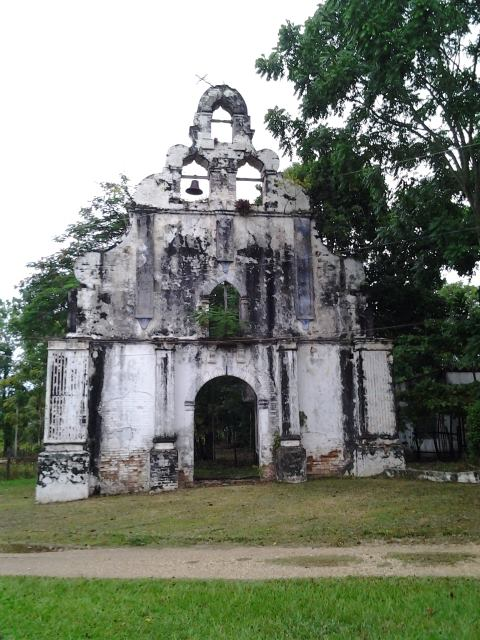
Фасад древней церкви
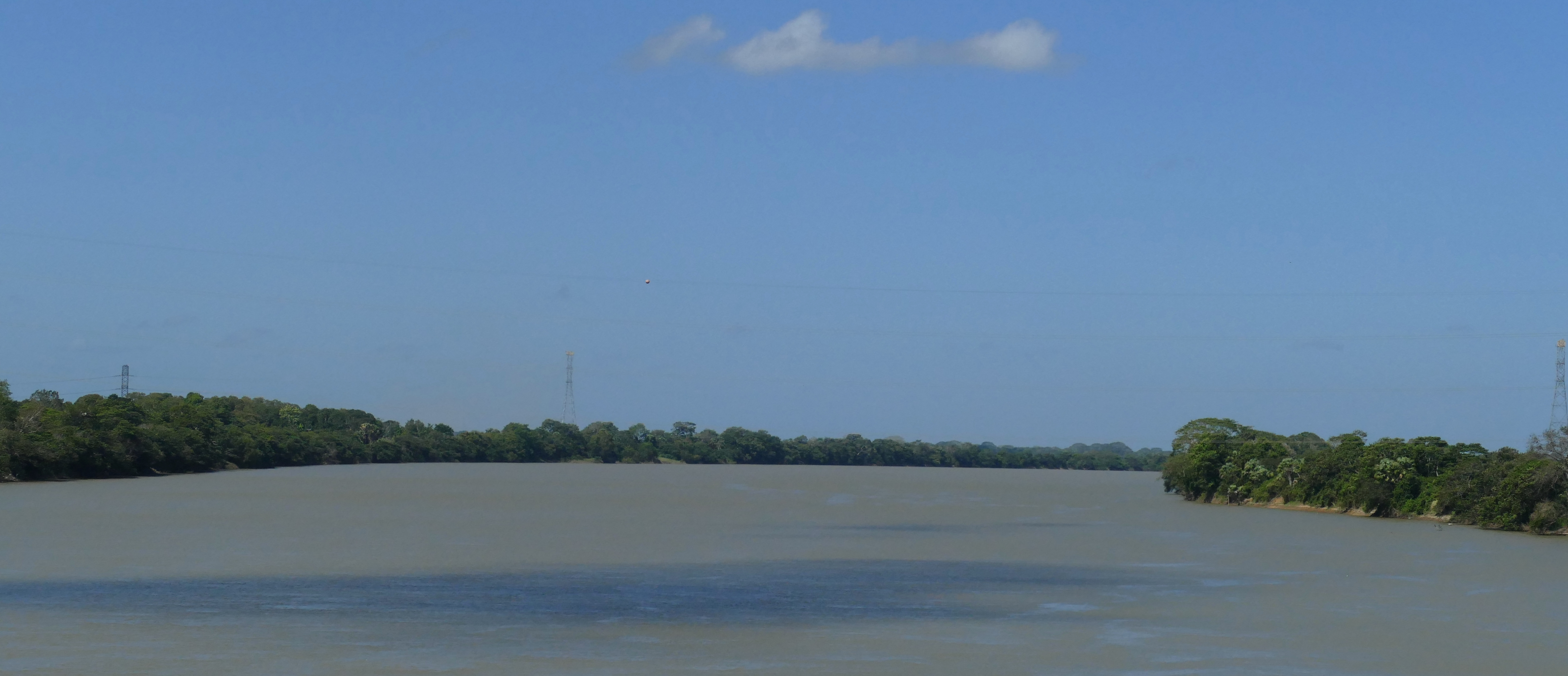
Вид на Усумасинту